# Sistema multicuerpo
Un sistema multicuerpo es la modelización de un sistema mecánico como un conjunto de sólidos rígidos o flexibles conectados entre sí por un conjunto de uniones. Este conjunto forma un sistema físico cuya cinemática y dinámica se pueden describir con una serie de ecuaciones diferenciales y algebraicas.
Excepto en el caso de sistemas mecánicos muy sencillos, la resolución de las ecuaciones que describen el movimiento de un sistema multicuerpo requiere con frecuencia la ayuda de programas informáticos de cálculo numérico. Por este motivo, la simulación y el análisis de sistemas multicuerpo están estrechamente ligados a disciplinas como el álgebra lineal y la programación.

## Introducción
A partir de un modelo multicuerpo de un sistema mecánico es posible obtener el conjunto de ecuaciones que rigen su cinemática y su dinámica, que suelen expresarse como un sistema de ecuaciones diferenciales ordinarias o de ecuaciones diferenciales algebraicas. La expresión concreta del sistema de ecuaciones al que se llega -la formulación multicuerpo- depende de las coordenadas elegidas para describir el sistema mecánico estudiado.
El estudio sistemático de la dinámica de sistemas de sólidos interconectados ha dado lugar a un gran número de formulaciones multicuerpo en el ámbito de la mecánica. Estas formulaciones se derivan a partir de las ecuaciones del movimiento para sistemas de partículas elementales y sólidos rígidos desarrolladas por  Newton y Euler, o bien de las ecuaciones de Lagrange. El desarrollo de la dinámica de sistemas multicuerpo como una disciplina propia dentro de la Mecánica se remonta a los trabajos de Kurt Magnus y Jens Wittenburg, en Europa, y Jacques Denavit y Richard S. Hartenberg, en América, durante los años 60 y 70 del siglo XX. Los avances posteriores en cálculo numérico asistido por ordenador han favorecido la aparición y desarrollo de numerosos métodos y algoritmos para resolver la dinámica de sistemas multicuerpo.

## Modelado de sistemas mecánicos
En líneas generales, los modelos multicuerpo utilizados para representar un sistema mecánico pueden agruparse en dos grandes categorías, dependiendo de las coordenadas generalizadas utilizadas para obtener las ecuaciones cinemáticas y dinámicas. Una posibilidad es utilizar tantas coordenadas como grados de libertad tiene el sistema; en este caso hablaremos de modelado en coordenadas independientes. Alternativamente puede utilizarse un conjunto de coordenadas redundantes, cuyo número es superior al de grados de libertad del sistema, que estarán ligadas entre sí por una serie de ecuaciones de restricción. Esta segunda opción se conoce como modelado en coordenadas dependientes.

## Uniones
Para definir correctamente el sistema es fundamental explicitar clara y unívocamente las uniones entre los cuerpos, que podrán restringir o permitir el movimiento en los 6 grados de libertad (los tres ejes en el espacio y la rotación sobre los mismos).
Tipos de uniones: rígida, pivotante, bisagra, etc.

## Elementos finitos
El acercamiento al problema desde el enfoque de los elementos finitos ha permitido resolver estos sistemas de gran complejidad, inabarcables desde el enfoque clásico por el elevado número de incógnitas y ecuaciones que encierran. Se utilizan métodos matriciales de resolución de sistemas de ecuaciones para encontrar la solución.